# Els fillastres de Plató
"Els fillastres de Plató" (títol original en anglès "Plato's Stepchildren") és el desè episodi de la tercera temporada de la sèrie de televisió de ciència-ficció estatunidenca Star Trek. Escrit per Meyer Dolinsky i dirigit per David Alexander, es va emetre per primera vegada el 22 de novembre de 1968.
A l'episodi, la tripulació de l' Enterprise es troba amb una raça d'humanoides sense edat i sàdica amb el poder de la telequinesi.
L'episodi de és notable per representar un petó entre un home blanc (Kirk) i una dona negra (Uhura), que va ser un dels primers exemples d'això en un programa de televisió dels EUA.
Va ser un dels diversos episodis que la BBC no va projectar a causa del seu contingut "desagradable", incloent tortura i sadisme.

## Argument
El capità Kirk, juntament amb el primer oficial Spock i el cap mèdic Dr. McCoy, arriba a un planeta per investigar una crida de socors. Un cop allà, són rebuts per una simpàtica persona petita anomenada Alexander (Michael Dunn). Dirigeix el grup de desembarcament perquè coneguin la resta de la seva gent, que ha adoptat la cultura grega clàssica, i es van anomenar platònics en honor al filòsof grec Plató.
Tots els platònics, excepte Alexandre, posseeixen poders de telecinesi, i la classe dirigent del planeta s'ha tornat extremadament arrogant com a resultat, creient que poden fer el que vulguin a causa dels seus poders. Els platònics expliquen que han "atret" l' Enterprise al seu planeta perquè el seu líder, Parmen, necessita ajuda mèdica. Després de ser tractat pel Dr. McCoy, Parmen exigeix que McCoy romangui al planeta per tractar altres platònics. Quan el capità Kirk s'oposa, els platònics utilitzen els seus poders per castigar-lo.
L'Alexander intenta dir-li a Kirk i Spock que Parmen vol matar-los, però té por.
Parmen humilia repetidament en Kirk i en Spock mentre el doctor McCoy mira, intentant que accepti quedar-se al planeta. Més tard, els platònics utilitzen els seus poders per obligar a altres dos oficials d' Enterprise al planeta per al seu entreteniment: l'oficial de comunicacions Lt. Uhura i la infermera Chapel.
McCoy pren una mostra de la sang d'Alexander i aconsegueix aïllar i identificar el mineral kironide que proporciona als habitants els seus poders especials; és abundant en el subministrament natural d'aigua i aliments del planeta. McCoy és capaç de preparar un sèrum i injectar dosis a Kirk i Spock perquè tinguin el doble de poder que Parmen. (Observa que la manca d'hormona de creixement de la hipòfisi d'Alexandre el fa incapaç de metabolitzar el kironid i obtenir l'habilitat telecinètica. Alexander declara que no voldria aquesta habilitat de totes maneres; no voldria arriscar-se a convertir-se en com els platònics.)
Alexander pregunta d'on ve Kirk i si la mida importa. Kirk diu que la mida, el color i les espècies no importen. Alexander demana marxar amb Kirk.
Mentre Kirk i els altres esperen que el sèrum faci efecte, Parmen obliga els quatre, tots vestits amb roba grega, a tornar a actuar. Alexander s'enfada després de veure els trucs humiliants que els seus companys platònics fan a la tripulació, i intenta, sense èxit, atacar a Parmen amb un ganivet.
Kirk utilitza els seus nous poders telecinètics per derrotar a Parmen i salvar la vida d'Alexander. Aleshores, Parmen promet reparar les seves formes d'assetjament, però en Kirk no se'l creu, i adverteix a Parmen que, si torna a la seva paraula, qualsevol pot recrear els poders sempre que vulgui derrotar-lo.
Kirk promet enviar tècnics mèdics adequats al planeta sempre que els platònics es comportin, i Alexander demana anar amb l'Enterprise per començar una nova vida en un altre lloc de la galàxia.
Amb l'Alexander al seu costat, Kirk es posa en contacte amb l' Enterprise i li diu a Scotty: "Tinc una petita sorpresa per a tu. Portaré un visitant a bord".

## Doblatge al català
L’episodi va ser doblat al català pels estudis Tecni-3 (primera part) i Diálogo (segona part) i emés a TV3 l’any 1989.
| Personatge                | Actor/actriu     | Veu en català                      |
| ------------------------- | ---------------- | ---------------------------------- |
| James T. Kirk             | William Shatner  | Jordi Boixaderas                   |
| Spock                     | Leonard Nimoy    | Isidre Sola i Llop                 |
| Leonard McCoy             | DeForest Kelley  | Eduard Lluís Muntada               |
| Montgomery Scott 'Scotty' | James Doohan     | Joan Carles Gustems Domènec Farell |
| Nyota Uhura               | Nichelle Nichols | Glòria Roig Azucena Díaz           |
| Pavel Chekov              | Walter Koenig    | Quim Roca Pep Madern               |
| Hikaru Sulu               | George Takei     | Jaume Nadal Enric Cusí             |
| Christine Chapel          | Majel Barrett    | Ana Maria Mauri Rosa Gavin         |
| Alexander                 | Michael Dunn     | Joaquim Cardona                    |
| Parmen                    | Liam Sullivan    | Toni Moreno                        |
| Philana                   | Barbara Babcock  | Maribel de Soto                    |

## El petó
L'episodi inclou un petó entre James T. Kirk (William Shatner) i la tinent Uhura (Nichelle Nichols) que durant molts anys es va descriure com el primer petó interracial a televisió.
Tanmateix, no va ser el primer petó interracial a la televisió.
Es van filmar diverses preses del petó Kirk/Uhura, amb diferents nivells de contacte entre els actors, i molts especulen sobre quina versió es va utilitzar en el tall final de l'episodi. William Shatner recorda a Star Trek Memories que NBC va insistir que els seus llavis no es toquessin mai (la tècnica d'allunyar el cap de la càmera es va utilitzar per ocultar-ho). No obstant això, Nichelle Nichols insisteix a la seva autobiografia Beyond Uhura (escrita l'any 1994 després del llibre de Shatner) que el petó va ser real, fins i tot en preses on el seu cap els oculta els llavis.
Quan els executius de la NBC es van assabentar del petó, els van preocupar que enfadés les estacions de televisió del Deep South. No obstant això, hi va haver poques o cap queixa sobre l'escena. Nichelle Nichols observa que "Els fillastres de Plató" que es va emetre per primera vegada al novembre 1968 "va rebre una resposta enorme. Vam rebre un dels lots més grans de correus de fans mai vists, tots molt positius, amb molts adreçats a mi per part de noies preguntant-se com se sentia besar el capità Kirk, i molts a ell de nois que es preguntaven el mateix. No obstant això, gairebé ningú va trobar el petó ofensiu" excepte d'una carta única i lleugerament negativa d'un sudista blanc que va escriure: "Estic totalment en contra de la barreja de races, en cap moment, un americà apassionat, un noi com el capità Kirk aconsegueix un bonic dona als seus braços que s'assembla a Uhura, no lluitarà pas per ella."Nichols assenyala que "per a mi, l'episodi més memorable de la nostra darrera temporada va ser "Els fillastres de Plató."

## Recepció
"D'on vinc, la mida, la forma o el color no fan cap diferència." 
Va ser un dels diversos episodis que la BBC no va projectar a causa del seu contingut "desagradable", incloent tortura i sadisme. (Els altres episodis que es van censurar d'aquesta manera van ser "Empatia", "Qui Déu destrueixi..." i "Miri".) El Regne Unit va considerarr Star Trek en part com un programa per a nens i va restringir episodis que n'incloïen diversos amb representacions obertes de tortura i sexualitat que consideraven que no eren adequades per als nens. Per exemple, la dansa de Marta a "Qui Déu destrueixi..." es va considerar massa sexual perquè es recomanés com a material de visualització infantil.
El 2009, Newsweek va assenyalar les lliçons morals d'aquest episodi, en particular les línies de Kirk a l'extraterrestre oprimit. L'extraterrestre està sent maltractat al planeta, i se sorprèn quan Kirk l'informa sobre els estàndards de la Flota Estel·lar.
El 2016, TVLine va classificar aquest com un dels vint millors moments de Star Trek, assenyalant l'escena durant la qual Spock i Kirk es veuen obligats a ballar pels poderosos però cruels extraterrestres.
En el cinquantè aniversari de la primera emissió de Star Trek, National Geographic va assenyalar el petó de Kirk i Uhura com a "icònic", que descriuen com una connexió amb els problemes de drets civils de l'època.
El 2016, Radio Times va classificar el petó entre Uhura i Kirk com el 25è millor moment de tots els Star Trek.
El 2016, SyFy va assenyalar que en aquest episodi Uhura interpretada per Nichelle Nichols tenia la seva millor escena a Star Trek.
William Shatner, a les seves memòries de 1993 Star Trek Memories, diu que, a part del petó, aquest va ser "un episodi bastant oblidable, bastant avorrit."
El 2017, Den of Geek va classificar "Els fillastres de Plató" com el quart pitjor episodi de la sèrie de televisió original Star Trek.

## Estrenes
Aquest episodi es va publicar al Japó el 21 de desembre de 1993 com a part del conjunt complet de LaserDisc de la temporada 3, Star Trek: Original Series log.3. També es va incloure un tràiler d'aquest i dels altres episodis, i l'episodi tenia pistes d'àudio en anglès i japonès. El títol de la portada era スター・トレック TVサードシーズン.
Aquest episodi es va incloure a la caixa de DVD remasteritzada de la temporada 3 de TOS, amb la versió remasteritzada d'aquest episodi.